# Zengővárkony
Zengővárkony es un pueblo ubicado en el distrito de Pécsvárad, en el condado de Baranya, Hungría.

## Superficie
Posee una superficie de 16,71 kilómetros cuadrados.

## Demografía
Hasta 2019 la población era de 392 habitantes, con una densidad de población de 23,46 habitantes por kilómetro cuadrado.